# Atyriodes pachiteae
Atyriodes pachiteae là một loài bướm đêm trong họ Geometridae.